# Kloster Gottesthal

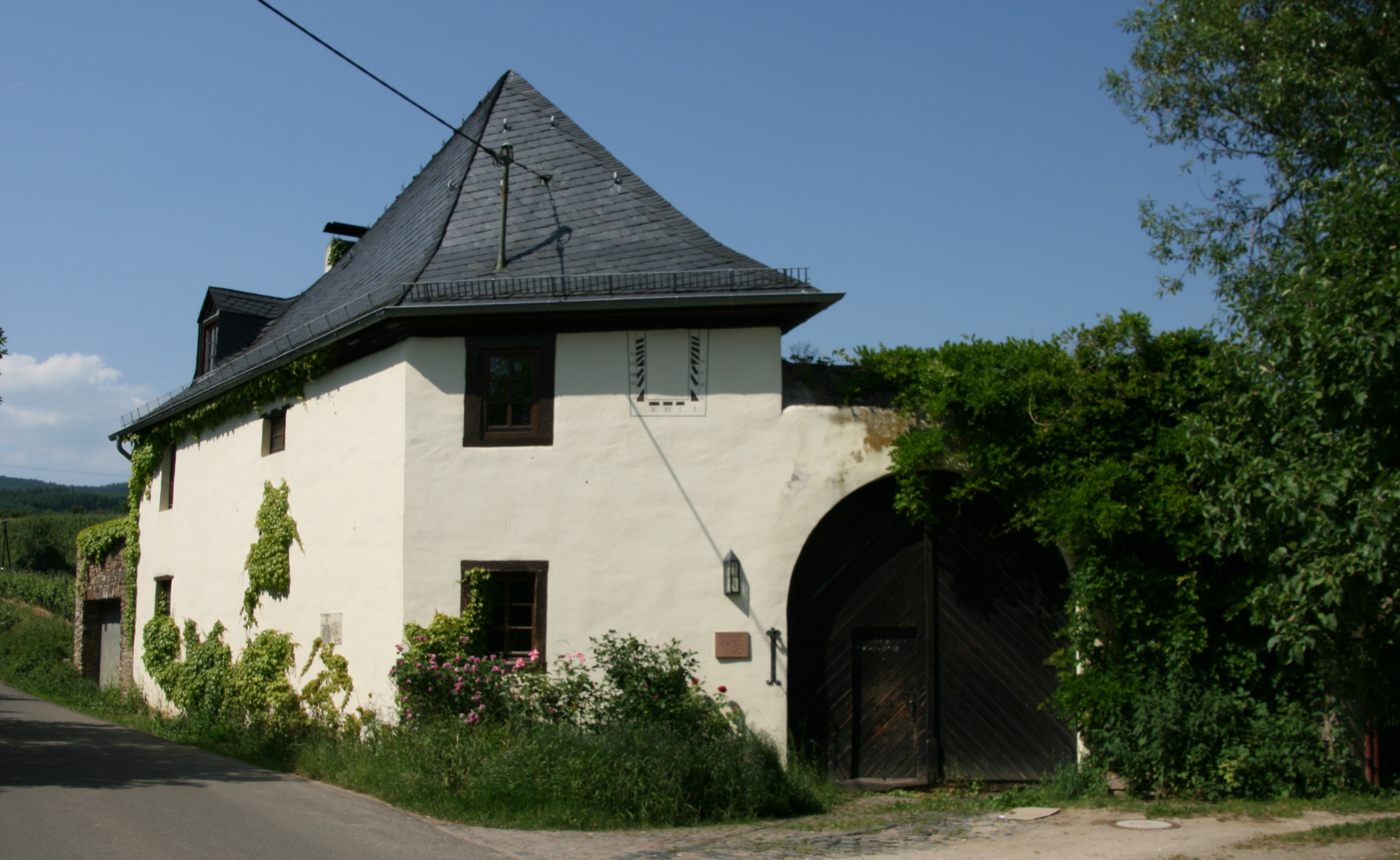
Pfortenhaus (1697) mit Klosterpforte

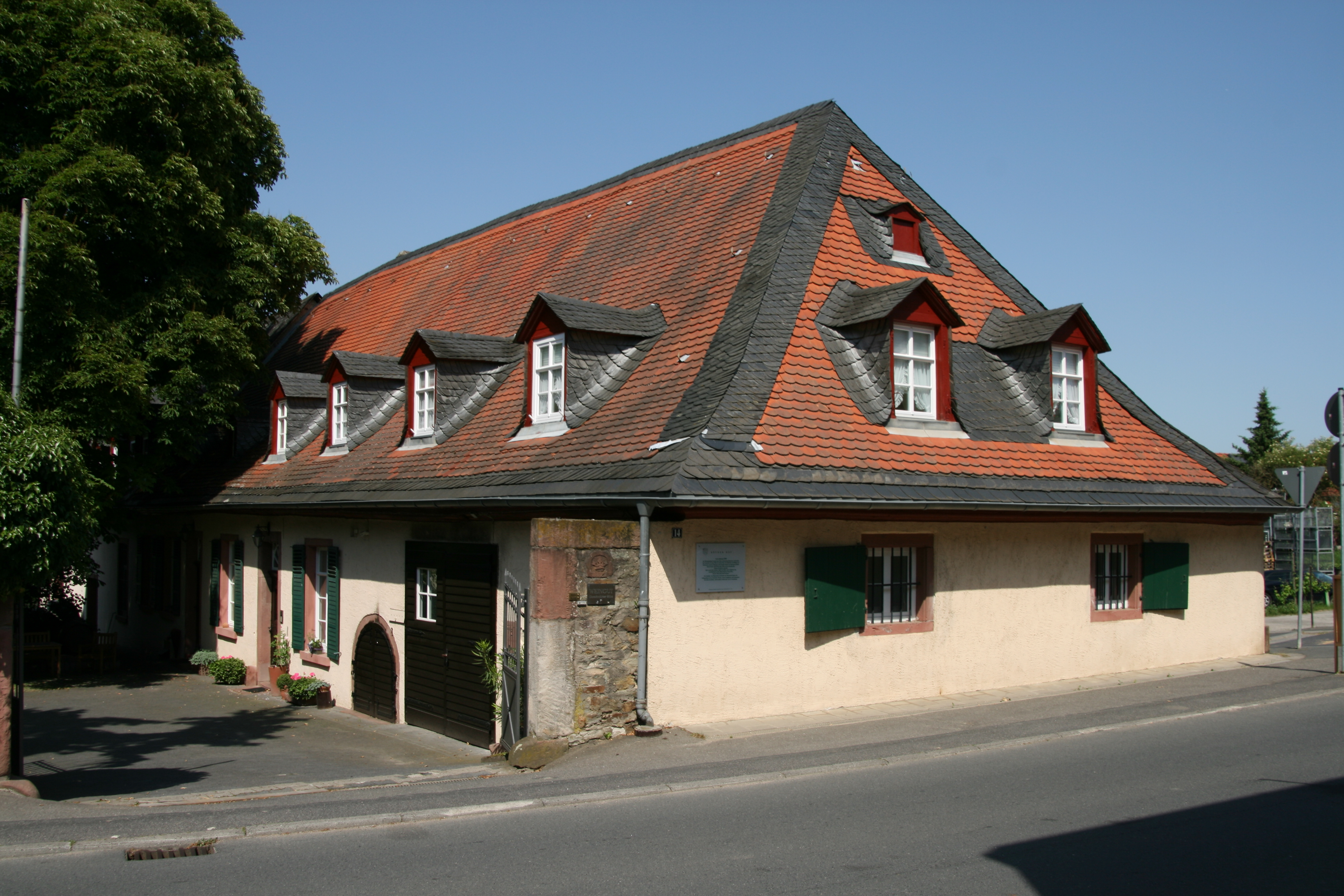
Köther Hof, Kiedrich

Kloster Gottesthal war eine Zisterzienserinnenabtei in der Nähe von Oestrich, einem Stadtteil von Oestrich-Winkel im Rheingau-Taunus-Kreis in Hessen.

## Geographische Lage
Gottesthal liegt inmitten von Weinbergen etwa eineinhalb Kilometer nordwestlich der Ortsmitte Oestrich am Pfingstbach, in der Nähe der Lohmühle und der Einmündung des Dornbachs in einer Höhe von 144 Meter. Die von Oestrich dorthin führende Straße heißt Gottesthal. Sie führt weiter zu einer Reihe von oberhalb liegenden Mühlen, der Gottesthaler Mühle oder Kremers Mühle, gefolgt von Kühns Mühle, der Pfingstmühle und schließlich am Waldrand liegt Korns Mühle, auch Obere Mühle genannt. Die Weinbergsflur rund um die klösterlichen Relikte trägt die Bezeichnung Klostergarten. Schloss Vollrads im Südwesten und Hallgarten im Nordosten sind beide je rund eineinhalb Kilometer entfernt.

## Geschichte
Die Geschichte des Klosters Gottesthal ist eng verknüpft mit der Geschichte des Klosters Ägidius im damaligen Winkel (heute Mittelheim). Dort hatte der Kurmainzer Ministeriale Wulverich von Winkel zu Beginn des 12. Jahrhunderts ein Augustiner-Chorfrauenstift eingerichtet. Ob 1131 aus Kloster Eberbach vertriebene Augustiner-Chorherren in dem Winkler Stift unterkamen, ist umstritten. Wahrscheinlich ist, dass es sich beim Kloster Winkel/Gottesthal um ein Doppelkloster handelte, welches räumlich getrennt, aber unter der Leitung eines Propstes mit einer gemeinsamen Kirche (St. Ägidius) stand.
In einer Urkunde von 1145, in der Ehrenfrid, der Propst von Winkel, als Vorstand des Chorherrenkonventes bezeichnet wird, bestätigt der Mainzer Erzbischof Heinrich eine ältere Schenkungsurkunde. In dieser wurde die Schenkung einer Rheinaue durch Heinrichs Vorgänger Markolf 1141 oder 1142 an das Stift Winkel/Gottesthal beurkundet. Als Ortsangabe für das Chorherrenkonvent wurde in dieser Urkunde „Vallis dei“, also Gottesthal, angegeben. Miteigentümer der ursprünglich im Rhein liegende Gottesthaler Aue oder auch Nonnenaue, die heute fest mit dem Heidesheimer Ufer verbunden ist, war das Kloster Eberbach. 1186 soll Kaiser Friedrich I. das Kloster Gottesthal unter seinen Schutz genommen haben. Nachdem die Augustiner-Chorherren ihr Stift im Gottesthal aufgegeben hatten, wechselten 1213 die Augustinerinnen in das Kloster über. Ein Grund für den Ortswechsel bleibt offen, belegt ist in einem Eberbacher Güterverzeichnis, dass sich im ersten Jahrzehnt des 13. Jahrhunderts Nonnen im Gottesthal befanden.
Aus dem Jahr 1217 stammt eine Urkunde, in der ein Zehntstreit zwischen dem Kloster und dem Mainzer St. Viktor Stift geschlichtet wurde. Demnach besaß das Kloster den eigentlichen Klosterplatz, zwei Obstgärten, drei Weingärten sowie ein Ölbaumgrundstück innerhalb des Klosters. Die Einigung sah vor, dass für diesen Besitz kein Zehnt errichtet werden müsste. Bei diesen Liegenschaften handelte es sich wohl nur um den Besitz in der näheren Umgebung des Klosters, von weiter entfernt liegenden Besitztümern erhielten die Nonnen Natural- und Geldzinsen. In den 1240er Jahren bemühten sie die Nonnen um einen Anschluss an den Zisterzienserorden. Nach einer Spaltung des Konvents trat die Mehrheit der Gottesthaler Nonnen um 1247 zum Zisterzienserorden über, Vorbilder für einen Übertritt waren wohl die Übertritte anderer Frauenkonvente in der Nähe, wie Kloster Marienhausen oder Kloster Tiefenthal.
Die verbliebenen Augustinerinnen zogen in ihr altes Konvent in St. Ägidius. Ihnen wurde in den kommenden Jahren untersagt, neue Mitglieder aufzunehmen, was um 1263 zum Aussterben des Winkler Klosters führte. Alle Besitztümer des Ägidiusstiftes wurden dem Gottesthaler Kloster übertragen, die Klosterkirche wurde zur Pfarrkirche und stand ab 1284 unter dem Patronat des Gottesthaler Klosters. Zur Zeit der Spaltung 1247 wurde im Gottesthal mit dem Bau einer eigenen Kirche begonnen, die 1251 der Hl. Maria und dem Nikolaus von Myra geweiht wurde. 1265 wurde das Kloster dem Kloster Eberbach unterstellt, da alle Frauenkonvente einer Vaterabtei unterstellt sein mussten. Zwischen dem 13. und dem 15. Jahrhundert gelang es den Nonnen, ihren Besitz zu vermehren. Neben dem eigentlichen Grundbesitz rund um das Kloster kamen Wirtschaftshöfe („Curia“) in weiterer Entfernung hinzu, so beispielsweise der Köther Hof in Kiedrich, welcher 1351 erstmals erwähnt wurde.
Das Haus Nassau brachte im 15. und 16. Jahrhundert einige weibliche Mitglieder in Gottesthal unter: Von 1499 bis 1517 war Margarethe von Nassau Äbtissin des Klosters, Elisabeth von Nassau legte 1509 ihre Profeß ab und 1531 bis 1566 war Katharina Mör aus Nassau Äbtissin. Die Konventsgröße in der Zeit von 1497 bis 1521 lag bei um die 40 Personen.
Im Jahr 1468 wurden die Reformen des Konstanzer Konzils eingeführt. Zu Beginn des 16. Jahrhunderts war Gottesthal durch Rheingauer Unruhen infolge des Bauernkrieges stark gefährdet: Die Rheingauer wollten ihre Selbstverwaltung in die eigenen Hände nehmen und lehnten sich zunehmend gegen die Belastungen durch die Geistlichkeit auf. Alle Klöster sollten aufgelöst und ihr Besitz den umliegenden Ortschaften zugeführt werden. Neben Eberbach, Marienhausen und Tiefenthal waren auch Kloster Eibingen und Kloster Mariental von diesen Forderungen betroffen. Im Juni 1525 konnte der Aufstand beendet werden.
Im Dreißigjährigen Krieg war der Rheingau durch das Rheingauer Gebück zunächst relativ geschützt, 1631 jedoch fielen die Schweden in den Rheingau ein und nahmen Ende des Jahres das von den Mönchen verlassene Kloster Eberbach in ihren Besitz. Die Gottesthaler Nonnen hielten sich um 1643 entweder auf ihrer Rheinaue oder in Mainz auf und kehrten erst 1644 wieder in ihr Kloster zurück. Die Folgen des Krieges waren ein drastischer Rückgang der Pachterträge der Nonnen.
Große wirtschaftliche Problemen zeichneten sich für das Kloster in den 1780er Jahren ab. Als Folge der Französischen Revolution verlor das Kloster seine gesamten linksrheinischen Besitztümer, hohe Kontributionsforderungen durch Frankreich und seine Verbündeten sowie innerklösterliche Spannungen schwächten die Wirtschaftskraft des Klosters. 1802 ging der Rheingau in nassauischen Besitz über. 1810 befanden sich noch 11 Nonnen und 3 Laienschwestern im Kloster, welches am 5. Februar 1811 durch Herzog Friedrich August von Nassau säkularisiert wurde.

## Heutige Situation

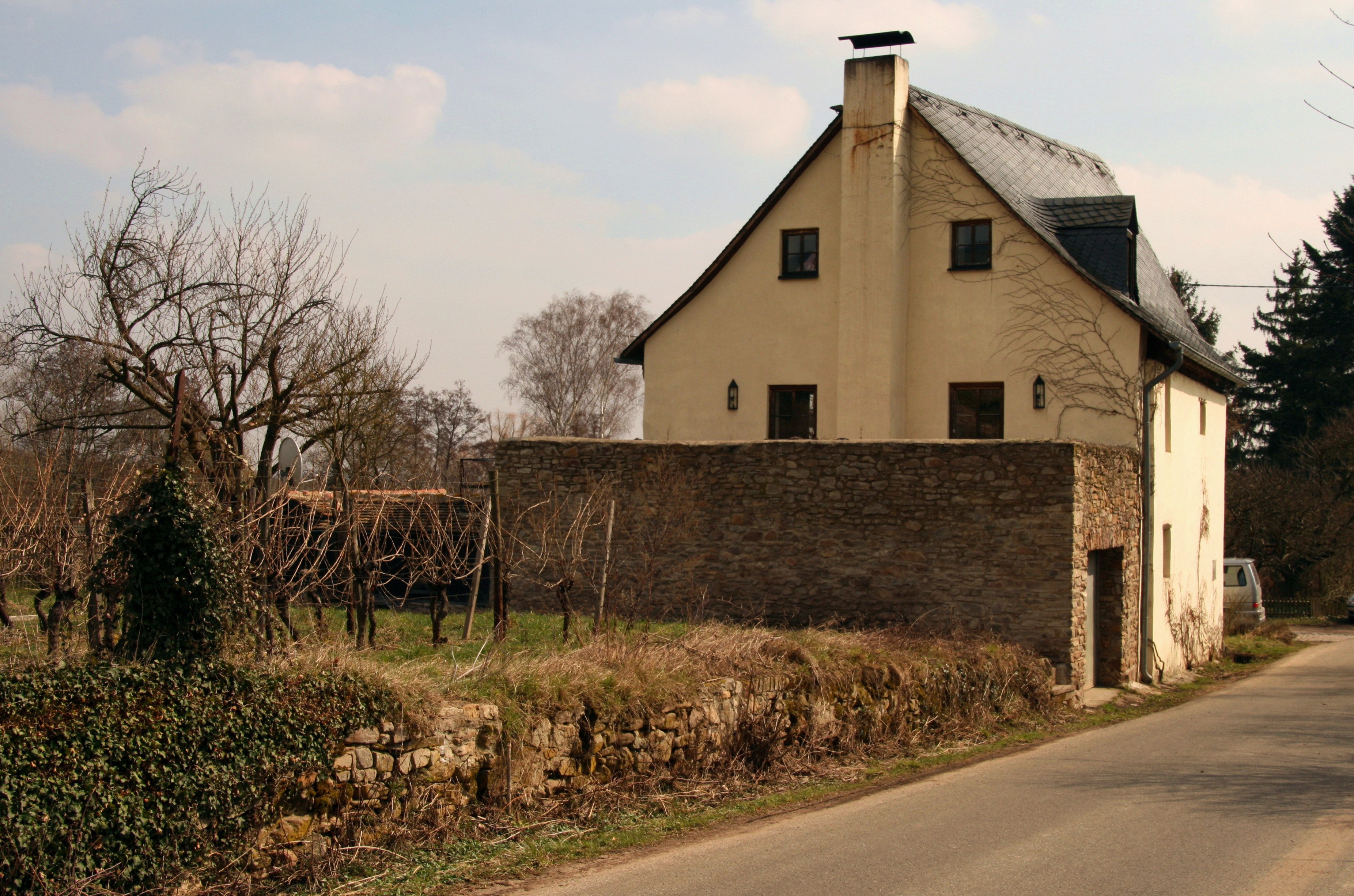
Das Pfortenhaus mit Resten der Klostermauer

Nach Auflösung des Klosters wurden die Klostergebäude auf Abbruch verkauft, das Inventar an verschiedene Pfarreien abgegeben. Erhalten hat sich heute nur das denkmalgeschützte Pfortenhaus aus dem Jahr 1697 sowie Reste der Klostermauer. Gegenüber dem ehemaligen Kloster und weiter nördlich im Tal liegen die ehemalige Klostermühlen Lohmühle und Kremersmühle.
Die Orgel des Frankfurter Orgelbauers Johann Friedrich Macrander wurde in der Kirche St. Ferrutius in Bleidenstadt aufgestellt.
Die Justinuskirche in Frankfurt-Höchst ist heute im Besitz zweier Seitenaltäre des Klosters von 1737 (Pietà,  Maria Immaculata). Die Kanzel ist in der katholischen Kirche St. Georg in Marxheim zu finden. Das Chorgestühl der Evangelischen Kirche in Wehen stammt möglicherweise aus Gottesthal, nach anderer Ansicht aus Kloster Nothgottes oder Kloster Eberbach.
1992 wurde bei Bauarbeiten die Grabplatte der Äbtissin Maria Dorothea Ludwig von Blumencron (Äbtissin von 1686 bis 1715) wiederentdeckt, sie befindet sich heute in der katholischen Pfarrkirche St. Martin in Oestrich.